# Departamento de Estradas de Rodagem

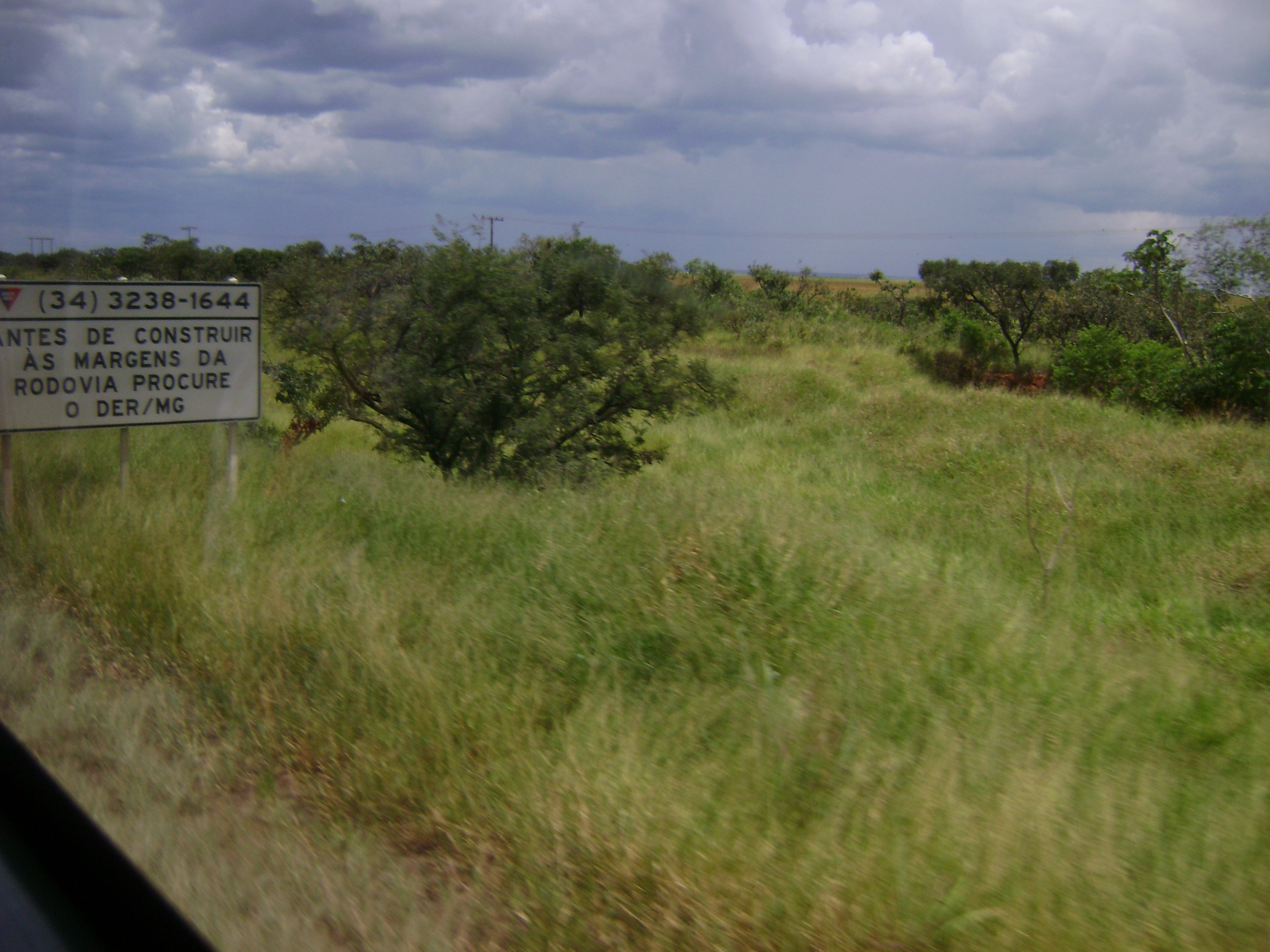
Placa da DER ao lado da rodovia BR-452, em Minas Gerais.

O Departamento de Estradas de Rodagem (DER) é o órgão executivo rodoviário dos estados e do Distrito Federal, com jurisdição sobre as rodovias e estradas estaduais de sua sede. São departamentos responsáveis pela administração de rodovias estaduais no Brasil. São subordinados aos governos estaduais de suas respectivas unidades da federação.